# Amid sodný
Amid sodný (NaNH2) je chemická sloučenina sodíku s dusíkem a vodíkem (patří mezi anorganické amidy). Molekula této sloučeniny je podobná molekule amoniaku, pouze jeden atom vodíku je nahrazen atomem sodíku.
Nebezpečně reaguje s vodou:
NaNH2 + H2O → NaOH + NH3.
Je-li rozpuštěný v amoniaku, vznikají kationty Na(NH3)6+ a amidové anionty NH2−.

## Příprava
Amid sodný může být připraven reakcí sodíku s amoniakem za katalýzy dusičnanu železitého (tato reakce probíhá nejrychleji při bodu varu amoniaku (−33 °C)):
2 Na + 2 NH3 —Fe(NO3)3→ 2 NaNH2 + H2.

## Použití
Amid sodný se používá jako silná zásada v organické syntéze.
Slouží k výrobě indiga, hydrazinu a kyanidu sodného

## Reakce
Amid sodný reaguje s vodou za vzniku amoniaku a hydroxidu sodného a hoří za vzniku peroxidu sodného, oxidu dusičitého a vody:
NaNH2 + H2O → NH3 + NaOH
2 NaNH2 + 4 O2 → Na2O2 + 2 NO2 + 2 H2O.

## Podobné sloučeniny
- Amid lithný
- Amid draselný